# 星历
星历（英語：Stardate）是《星际旅行》中虚构的计时和历法系统。在剧中，星历常常出现在开头的日志旁白中，例如：“舰长日志，星历41153.7，我们的目的地是Deneb四号星……”虽然星历的总体上类似于常在天文学中使用的儒略日，但编剧和制片人在不同时期中也使用不同的版本，一些版本相比其余的更加随意，这使得星历几乎不能被转换为公历，更是因为星历的版本改变本就为了区分不同的系列。

## 《星际旅行：原初系列》
以下《星际旅行指南（Star Trek Guide）》一书的摘录（1967年4月17日，第25页）介绍了《原初系列》的编剧们在剧本中如何使用星历： 
我们发明星历是为了避免反复提及故事发生在《星际旅行》的时代（实际上是两百年后的未来），并进入关于这些也许发生在当下的故事的讨论。请任选4个数字和1个百分点作为您故事的星历日期。例如1313.5是某一天12时正午，那么1314.5便是第二天的正午。小数部分大约相当于十分之一天。您的剧本中星历日期应当是连续的，但您无需关注您剧本的星历日期是否衔接了其他人剧本中的。星历的算法与星舰在银河系中的位置、航行速度以及其他的因素有关，不同集数间可能相差巨大。
（摘录中提到的“百分点”在剧集中实际上只有一个小数位。）正史时间线中《原初系列》故事发生在公元2265年至2269年间，第二试播集的故事发生于星历1312.4，最后一集的故事发生于星历5928.5，但是，公元时间是参照《星际旅行：下一代》得出的，并且这些公元时间其实在《原初系列》中并没有被述及。尽管指南中的允许编剧“任选”星历日期，从剧情列表仍然可以发现，总体上星历还是与时间对应，尽管有一些剧集的星历比故事发生在前的剧集小。

## 《星际旅行：下一代》
前一段所述的星历算法在《星际旅行：下一代》以及随后同时代电影和电视剧中被修改。以下来自1987年3月23日出版的Star Trek: The Next Generation Writer's/Director's Guide 一书的摘录介绍了此次修改：
星历是一个十进制五位数，且有十分位，前面两位固定为41。4代表24世纪，1代表电视剧的第一季，后面三位数在一季中于000至999间不均匀增加。小数位通常被视为日期。
《星际旅行：深空九号》中的星历开始与46379.1，对应《下一代》中的第六季和公元2369年，《星际旅行：航海家号》故事开始于星历48315.6，即公元2371年，按算法即为《下一代》最后一季第七季的后一季，《航海家号》的星历第二位也如《下一代》中随季递增，最终由49递增至50，尽管对应的公元2373年仍在24世纪。《星际旅行：复仇女神》的故事发生于星历56844.9，为星际旅行正典中最大的星历。

## 重启系列
据编剧罗伯托·奥利奇称，星历算法在2009年的《星际迷航》中被再次修改，其中前四位数对应公元年份，剩余位数代表日期。《星际迷航：暗黑无界》的故事发生于星历2259.55，即公元2259年2月24日。

## 《星际旅行：在线》
MMORPG游戏《星际旅行：在线》（STO）于2009年发布，其中的星历开始于86088.58，即公元2409年。

## 读法
在许多剧集中，四位数的星历有两位一组的读法和逐位的读法，然而对于五位数的星历，剧集中只有逐位的读法。例如星历1312.4能被读作 "thirteen-twelve point four" 或 "one-three-one-two point four"，但星历43989.1只被读作 "four-three-nine-eight-nine point one"。